# ستيف ريد (لاعب كرة قاعدة)
ستيف ريد (بالإنجليزية: Steve Reed)‏ هو لاعب كرة قاعدة أمريكي، ولد في 11 مارس 1965 في لوس أنجلوس في الولايات المتحدة.

## وصلات خارجية
- ستيف ريد على موقع دوري كرة القاعدة الرئيسي (الإنجليزية)
- ستيف ريد على موقعبيزبول رفرنس.كوم (الدوري الرئيسي) (الإنجليزية)